# Museu Tenement
El Museu Tenement (The Lower East Side Tenement Museum) és un museu de Manhattan que es troba en un edifici històric, als antics apartaments de lloguer del Lower East Side de Manhattan. Entre 1863 i 1935, aquests apartaments, situats al número 97 d'Orchard Street, foren la llar d'unes 7.000 persones provinents de més de 20 nacions diferents. Els visitants entren en aquests apartaments, restaurats amb tota cura, per conèixer la vida de les famílies immigrants que hi visqueren en una economia precària (el Pànic de 1873, la Gran Depressió dels anys 30, etc.) i miraren de sobreviure en crear-hi tallers manufacturers.
És membre de la Coalició Internacional d'Espais de Consciència.
A principi del segle xix, el Lower East Side va esdevenir el centre manufacturer de Nova York i fou un punt d'arribada de desenes de milers d'immigrants provinents d'Alemanya, Irlanda, Itàlia, Europa Oriental i de tot el món. A més de ser llars familiars, els apartaments d'aquesta zona es convertiren també en tallers, sobretot de costura, on s'acabava el treball contractat pels grans fabricants. Cap el 1890, aquests apartaments eren una peça clau en la indústria del vestit. Les condicions laborals hi eren deplorables (sobreexplotació, manca d'higiene, malalties, etc.). Aquests espais domèstics diminuts es convertiren en el centre dels debats nacionals sobre la família, el món del treball i la immigració dins la societat nord-americana.